# راكا خان
ترينشا بيغرز  (بالإنجليزية: Rhaka Khan)‏ هي عارضة أزياء أمريكية ومصارعة محترفة امريكية. ولدت في 25 ديسمبر 1981 في تشامبيغن، الولايات المتحدة. تعمل لصالح دبليو دبليو إي تحت اسم ترينشا. اشتهرت بوقتها في إمباكت ريسلينغ تحت اسم الحلبة راكا خان.

## الحياة الشخصية
كانت بيغرز سابقًا على علاقة مع زميلها المصارع المحترف كيرت أنغل. في 15 أغسطس 2009، حصلت على أمر الحماية من سوء المعاملة [الإنجليزية] ضد كيرت أنغل وطلبت من ضباط الشرطة إزالته من منزلهم. تم سحب أمر الحماية من سوء المعاملة [الإنجليزية] في وقت لاحق طواعية من قبل بيغرز.  في 24 أغسطس 2019، أفادت الأنباء أن بيغرز وضعت على قائمة الهاربين المطلوبين لدى إل باسو لأسبوع 25 آب / أغسطس. وهي مطلوبة من قبل قسم شرطة إل باسو [الإنجليزية] بتهمة التدخل في حضانة الأطفال. ظهر تسجيل على الإنترنت ويتم تداوله حاليًا على الإنترنت لزوجها السابق، وهو مصارع مستقل سابق ، يعترف بتقديم عدة تقارير كاذبة للشرطة ضدها بالإضافة إلى تقارير كاذبة إلى خدمات حماية الطفل. وهو حاليًا تحت المراقبة أمام طفلهما المولود حديثًا وابنتها البالغة من العمر أربع سنوات.  

## روابط خارجية
- راكا خان على موقع CageMatch worker (الإنجليزية)
- راكا خان على موقع عالم المصارعة على الإنترنت (الإنجليزية)
- راكا خان على موقع عالم المصارعة على الإنترنت (الإنجليزية)